# Radio Horytna
Radio Horytna (en arabe:راديو حريتنا. , c'est-à-dire Radio Notre Liberté) est une webradio indépendante égyptienne lancée en 2007. Elle est destinée aux jeunes. Elle promeut les droits de l'Homme, la liberté de la presse et la démocratie, et s'oppose à l'extrémisme.